# スローター/怒りの銃弾
『スローター/怒りの銃弾』（スローター/いかりのじゅうだん、原題：Slaughter）は、1972年のアメリカのブラックスプロイテーション映画。監督はジャック・スターレット、出演はジム・ブラウン、ステラ・スティーヴンス、リップ・トーン、ドン・ゴードン、マリーン・クラーク、キャメロン・ミッチェルほか。翌年に続編の『スローター2/哀しみの銃弾』が公開された。

## あらすじ
ベトナム帰還兵で元グリーンベレーの隊長であるスローターが、自身の両親を殺した犯罪シンジケートに復讐するため立ち向かう。

## キャスト
※括弧内は日本語吹替（初回放送1995年2月22日 テレビ東京『シネマタウン』12:00-14:00）
- スローター：ジム・ブラウン（大塚明夫）
- アン・クーパー：ステラ・スティーヴンス（土井美加）
- ドミニク・ホッフォ：リップ・トーン（金尾哲夫）
- A.W.プライス：キャメロン・ミッチェル
- ハリー・バストーリ：ドン・ゴードン（英語版）（安原義人）
- キム・ウォーカー：マリーン・クラーク（英語版）
- フランク・モレッリ：ロバート・フィリップス（英語版）
- ジェニー：マリオン・ブラッシュ（英語版）
- マリオ・フェリーチェ：ノーマン・アルフェ（小山武宏）
- アル・"リトル・アル"：エディ・ロー・ルッソ
- エディー：バディ・ガリオン
- ジオ：ロジャー・カドニー（英語版）
- インターン：ランス・ウィンストン
- 伯父：フアン・ホセ・ラボリエル
- 伯母：フランシスカ・ロペス・デ・ラボリエル

## 製作
『スローター/怒りの銃弾』は当時の殆どのブラックスプロイテーション映画と同様、低予算で製作された。監督はジャック・スターレット。脚本家はドン・ウィリアムズとマーク・ハンナ。プロデューサーはモンロー・サクソン。撮影は、アメリカン・インターナショナル・ピクチャーズのプロダクションのもと、メキシコの連邦直轄地であるメキシコシティで行われた。室内のショットはチュルブスコ・スタジオで撮影された。初公開は1972年8月16日、ニューヨークで行われた。
1972年5月2日、ハリウッド・リポーター誌のインタビューで、プロデューサーのモンロー・サクソンは、この映画がエストゥディオス・チュルブスコから一部出資を受けていたにもかかわらず、メキシコの検閲委員会の要請で映画の舞台をメキシコから非特定国に変更しなければならなかったと述べた。サクソンは、検閲委員会が "自国を悪く見せるような言及には全く反対 "であると訴えた。記事によると、チュルブスコはこの映画の予算85万ドルの3分の1を提供しており、残りはサクソンの制作会社JayJen II、AIP、Slaughter 1 Limited Partnershipから提供された。

## 音楽
音楽はルチ・デ・ジーザスが主に担当した。サウンドデザイナーはマニュエル・トペテが担当し、リック・マーロウもソングライターとして貢献した。サウンドトラックのLPは発売されなかった。

### テーマソング
『スローター/怒りの銃弾』のテーマ曲は、当時、ソウル・ファンクのインストゥルメンタル曲「Outa-Space」のヒットでソロ・アーティストとして商業的にブレイクしていたビリー・プレストンが作曲・演奏したもの。 1972年にアメリカでシングルとして発売された「Slaughter」は、ビルボードホット100で50位、ビルボードのR&Bシングルチャートで17位を記録した。のちにこの曲はクエンティン・タランティーノ監督の『イングロリアス・バスターズ』、ブライアン・ヘルゲランド監督の『レジェンド 狂気の美学』でも使用された。

## ホームビデオ
『スローター/怒りの銃弾』は2001年1月9日にDVDで発売され、2015年9月22日にOlive FilmsからBlu-rayで発売された。
日本では『シンジケート・キラー』というタイトルでVHSが発売された。